# Kobenni
Kobenni este o comună din departamentul Kobenni, Regiunea Hodh El Gharbi, Mauritania, cu o populație de 6.291 locuitori.